# Imperio bizantino bajo la dinastía Paleólogo
El Imperio bizantino o Bizancio (término utilizado convencionalmente desde el siglo XIX para nombrar al Imperio romano de la Edad Media) fue gobernado por la dinastía de los Paleólogos entre 1260 y 1453, desde que el usurpador Miguel VIII Paleólogo restauró un gobierno griego en Constantinopla hasta la caída de esta ciudad bajo el poder del Imperio otomano.
Desde el principio Bizancio enfrentó numerosos problemas. Desde 1263 los turcos incursionaron en los territorios bizantinos de Asia Menor y se expandieron por ellos. Anatolia, que fuera el corazón del reino, se fue perdiendo sistemáticamente en manos de los numerosos ghazis turcos, cuyos ataques, inspirados por el celo islámico, acabaron convirtiéndose en expediciones de conquista. Con cada vez menos fuentes de alimentos y de recursos humanos, los Paleólogos tuvieron que luchar contra varios vecinos, la mayoría de ellos, estados cristianos: el Segundo Imperio búlgaro, el Imperio serbio, los restos del Imperio latino e incluso los caballeros hospitalarios.
La pérdida de territorio oriental en manos turcas y occidental en manos búlgaras se complementó con dos desastrosas guerras civiles, la peste negra y el terremoto de 1354 en Galípoli, cuya destrucción y evacuación permitieron que la ocuparan los turcos. En 1380, el Imperio bizantino consistía en su capital Constantinopla y unos pocos enclaves aislados, que sólo nominalmente reconocían como su señor al emperador. Sin embargo, la diplomacia bizantina, junto con la hábil explotación de las divisiones internas y amenazas externas de sus enemigos, y sobre todo la invasión de Anatolia por Tamerlán, permitieron a Bizancio sobrevivir hasta 1453. Los últimos restos del Imperio bizantino, el Despotado de Morea y el Imperio de Trebizonda, cayeron poco después.
Sin embargo, el período Paleólogo fue testigo de un renovado florecimiento de las artes y las letras, por lo que se lo ha llamado "Renacimiento paleólogo". La emigración de los eruditos bizantinos a Occidente también ayudó a suscitar el Renacimiento en Italia.

## Antecedentes
Tras la cuarta cruzada el Imperio bizantino quedó fragmentado en los subsiguientes estados griegos de Nicea, Epiro y Trebizonda, y en una multitud de posesiones francas y latinas, nominalmente sujetas a los emperadores latinos de Constantinopla. Además, la desintegración del Imperio bizantino permitió que los búlgaros, los serbios y los diversos emiratos turcomanos de Anatolia se expandieran. Aunque Epiro fue inicialmente el más fuerte de los tres estados griegos, los nicenos fueron los que lograron reconquistar del Imperio latino la ciudad de Constantinopla.
El Imperio de Nicea logró defenderse de sus enemigos latinos y selyúcidas. En la batalla de Antioquía del Meandro, se repelió una fuerza turca y en un anterior asalto a Nicea había resultado muerto el sultán selyúcida. En el oeste, los latinos no pudieron expandirse en Anatolia; la consolidación de Tracia contra Bulgaria fue un desafío que mantuvo ocupados a los latinos durante todo el Imperio latino.
En 1261, el Imperio de Nicea fue gobernado por Juan IV Láscaris, un niño de diez años. Sin embargo, Juan IV fue eclipsado por su coemperador, Miguel VIII Paleólogo, un líder noble con reputación militar y la principal figura durante la regencia de Juan IV. Miguel utilizó este papel para impulsarse al trono y preparar el escenario para convertirse en el único emperador del restaurado Imperio bizantino.

## Miguel VIII Paleólogo, 1261-1282

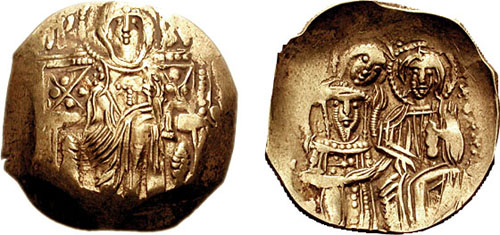
Moneda con la figura de Miguel VIII Paleólogo.

En 1261, mientras la mayor parte de las fuerzas militares del Imperio latino estaban ausentes de Constantinopla, el general bizantino Alejo Estrategópulo aprovechó la oportunidad para tomar la ciudad con 800 soldados. Nicea ya había tomado Tracia, Macedonia y Tesalónica en 1246. Tras la captura de Constantinopla, en diciembre de 1261 Miguel ordenó el cegamiento de Juan IV para convertirse en el único emperador. El patriarca Arsenio lo excomulgó por eso, pero Arsenio fue depuesto y reemplazado por José I.

### Restauración de Constantinopla
La cuarta cruzada y su consecuencia, el Imperio latino, habían contribuido a que la mejor ciudad de Bizancio se redujera a una ruina subpoblada. Miguel VIII comenzó la tarea de restaurar muchos monasterios, edificios públicos y obras de defensa. La iglesia de Santa Sofía, horriblemente saqueada en la cruzada de 1204, se restauró según la tradición ortodoxa griega. El puerto de Contoscalio y las murallas de Constantinopla se reforzaron ante una posible nueva expedición del occidente latino. Se construyeron muchos hospitales, hospicios, mercados, baños, calles e iglesias, algunos con patrocinio privado. Incluso se levantó una nueva mezquita para compensar la quemada durante la cuarta cruzada. Estos esfuerzos fueron costosos y se aplicaron impuestos aplastantes sobre el campesinado. Sin embargo, la ciudad desarrolló nuevos contactos culturales y diplomáticos, especialmente con los mamelucos. Estos y los bizantinos tenían enemigos en común, la agresión latina y, más tarde, los turcos otomanos.

### Política exterior
Desde las invasiones mongolas de ca. 1240 el Sultanato de Rum estaba en caos y descentralizado. En consecuencia, la mayor amenaza para Bizancio no eran los musulmanes sino sus contrapartes cristianas en Occidente. Miguel VIII sabía que los venecianos y los francos no dudarían en reintentar establecer el dominio latino en Constantinopla. La situación empeoró cuando en 1266, Carlos de Anjou, hermano del rey de Francia, les arrebató Sicilia a los Hohenstaufen. En 1267, el papa Clemente IV hizo un pacto, mediante el cual Carlos recibiría tierras en Oriente a cambio de ayudar a una nueva expedición militar contra Constantinopla. A último momento, una demora de Carlos dio tiempo a Miguel VIII para negociar una reunificación entre la Iglesia de Roma y la de Constantinopla en 1274, eliminando así el apoyo papal para una invasión de Constantinopla.
Por desgracia para Miguel VIII, el sucesor de Clemente, Martín IV, consideró falso el intento de reunificación. La Iglesia griega fue excomulgada y se le renovó a Carlos el apoyo papal para invadir Constantinopla. Para contrarrestar esto, Miguel VIII subsidió los intentos de Pedro III de Aragón de arrebatarle Sicilia a Carlos. Los esfuerzos de Miguel dieron sus frutos con el estallido de las Vísperas sicilianas, revuelta que derrocó al rey angevino de Sicilia e instaló a Pedro III de Aragón como rey de Sicilia en 1281.
El resto de su vida, Miguel hizo campaña para expulsar de Grecia y los Balcanes a los latinos, y asegurar su posición frente a los búlgaros. Tuvo mucho éxito: recobró varias islas del Egeo y estableció un punto de apoyo en el Peloponeso, que se convertiría en el Despotado de Morea. Sin embargo, la desventaja fue que los esfuerzos de Miguel en Occidente absorbieron la mayor parte de la mano de obra y los recursos del Imperio, y descuidaron las provincias asiáticas, donde estaba surgiendo una nueva amenaza: el beilicato de Osmán I, que en 1263 había capturado Sogut. Sin embargo, la frontera se mantuvo relativamente segura y no se produjeron pérdidas significativas en Asia Menor durante el reinado de Miguel.

### Política interior
La política exterior de Miguel VIII en gran medida dependió de la diplomacia. Sin embargo, sus proyectos de construcción y campañas militares contra los latinos fueron extensos y costosos. El ejército de Nicea se moldeó sobre el ejército Comneno, y aunque no fue tan eficaz, fue igual de gravoso para la tesorería. El resultado fue que se aplicaron fuertes impuestos al campesinado, algo que los otomanos después usarían en beneficio suyo, ganándose a estos campesinos empobrecidos con promesas de menores impuestos.
El Segundo Concilio de Lyon y la ostensible unión de las dos Iglesias contribuyeron poco a evitar la agresión católica, mientras que, a la vez, la población ortodoxa, liderada por gran parte del sacerdocio, denunció a Miguel VIII como traidor. Su muerte en 1282, fue gran un alivio para muchos, y a su cuerpo le negaron un funeral ortodoxo, debido a su política hacia Roma.

### Legado
Miguel VIII fue un emperador enérgico, ambicioso y capaz, que preservó y amplió el Imperio, y lo volvió hacer una potencia a tener en cuenta en la región. Sin embargo, su ejército aún era pequeño y se usó más que nunca la diplomacia. Su ambiciosa y exitosa política exterior de expansión, así como sus numerosos sobornos y obsequios a diversos potentados, se sustentaron con un sistema fiscal extorsivo. Miguel VIII había puesto a Bizancio en el camino de la recuperación, pero sus logros seguían siendo frágiles, como pronto demostrarían los acontecimientos.

## Andrónico II Paleólogo, 1282-1328
Andrónico II fue el hijo de Miguel VIII. Ascendió al trono en 1282, a la edad de 24 años.

### Política exterior
Andrónico II se vio atado por los acontecimientos en Occidente y Oriente. Los serbios bajo el rey Esteban Uros II Milutin comenzaron a invadir los Balcanes, tomaron Escopia en 1282 e hicieron incursiones en Macedonia en la década de 1290. Los contraataques bizantinos no lograron detenerlos y por ende Andrónico tuvo que recurrir a la diplomacia casando a su hija de cinco años con el rey serbio y cediendo como "dote" fuertes desde Ocrida a Stip y Strumica. Sin embargo, los serbios siguieron expandiéndose.
A diferencia de su padre, Andrónico II reconoció la gravedad de la situación en Asia Menor y trató de expulsar a los turcos, utilizando una variedad de métodos. Su primera acción fue trasladar su corte al Asia Menor, donde podría supervisar mejor la construcción de fortificaciones y elevar la moral de las tropas. Su general, Alejo Filantropeno, era un comandante capaz, que hizo campaña con cierto éxito contra los turcos en el valle del Meandro. Por desgracia, Bizancio quedó sin sus servicios cuando realizó un fallido golpe de Estado, que le valió ser cegado. Luego Andrónico envió a su hijo, Miguel IX y al heteriarca Jorge Muzalon a atacar a los turcos que estaban sitiando Nicomedia, pero fueron derrotados en la batalla de Bafea en 1302.
Sin darse por vencido, Andrónico contrató 6500 soldados de la Compañía catalana, dirigidos por Roger de Flor. Originarios de Cataluña, estos rudos mercenarios fueron utilizados para combatir contra los moros de España y ahora, por un precio extraordinariamente alto, hicieron retroceder a los turcos de Asia Menor. Una vez más, estos éxitos se anularon al ser asesinado Roger de Flor cuando iba camino a encontrarse con Andrónico; los catalanes entonces se rebelaron contra la autoridad imperial y comenzaron a saquear y asaltar ciudades en Tracia, dejando Asia Menor abierta a las incursiones turcas. Después de esto, Andrónico volvió a la diplomacia y pidió a los ilcánidas de Persia tropas para atacar a los turcos, pero las negociaciones para tal alianza fracasaron.

### Política interior

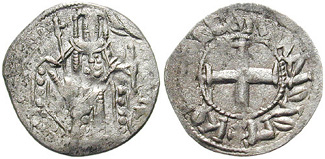
La degradación de Andrónico II, su correinado junto a su padre, su hijo y su nieto y su propio reinado unipersonal, hizo que en la época se acuñasen varias monedas diferentes.

Andrónico II ordenó cancelar la unión de las Iglesias ortodoxa y católica, lo que complació a muchos. También ordenó reducciones drásticas en el ejército y disolvió efectivamente disolvió la armada, que su padre tanto había trabajado en formar. Así pudo reducir los impuestos en todo el Imperio, lo que le dio más popularidad entre los campesinos, a la vez que socavó gravemente la capacidad de Bizancio para lidiar con sus enemigos. Devaluó la moneda hyperpyron y gravó fuertemente a la élite militar de los pronoiarioi, reduciendo así aún más la capacidad militar de Bizancio. Aunque esto resolvió algunos de los problemas que Miguel VIII le había dejado a su hijo, también desbarató los esfuerzos de su padre por restaurar el poder del Imperio bizantino; donde Miguel VIII había intentado lidiar con los problemas externos del Imperio, Andrónico intentó resolver los internos que habían resultado del reinado de su padre.
Guerra civil y abdicación
Las políticas de Andrónico II no tuvieron éxito en lidiar con los problemas externos de Bizancio, pero serían las amenazas internas las que lo llevarían a abdicar. En 1320 Andrónico II desheredó a su nieto de veintitantos años, Andrónico III. En una disputa amorosa, los compañeros de Andrónico III habían asesinado accidentalmente al hermano de este, Manuel Paleólogo, y el padre de ambos, Miguel IX, hijo del emperador Andrónico II, murió por la conmoción que le causara la muerte de su hijo. El joven Andrónico III no tomó a la ligera que su abuelo lo desheredara. Organizó una oposición armada y ganó apoyos prometiendo generosas bajas de impuestos, incluso superiores a las promulgadas por Andrónico II. Andrónico II no pudo detener al joven usurpador y acabó por concederle Tracia en 1321, el título de coemperador en 1322, y tras una pequeña guerra en que los serbios apoyaron a Andrónico II y los búlgaros a su nieto, Andrónico II se vio obligado a abdicar y retirarse como monje a un monasterio, donde murió en 1332.
Pese a las calamidades de la guerra civil, Andrónico III estuvo a punto de revitalizar el Imperio. Aunque Asia Menor ya estaba destinada a caer en manos de los turcos, había estado en peor posición en 1091 y aun así Bizancio la había recobrado.

### Legado
Andrónico II intentó resolver los problemas internos de Bizancio más que su padre, pero sus soluciones tuvieron graves repercusiones. Socavaron la base militar y financiera del estado, y los desastres sufridos por sus fallas en política exterior empeoraron aún más la situación. La insatisfacción por su fracaso, su vejez y su "nieto imprudente" culminaron en su abdicación.

## Andrónico III, 1328-1341

### Política exterior

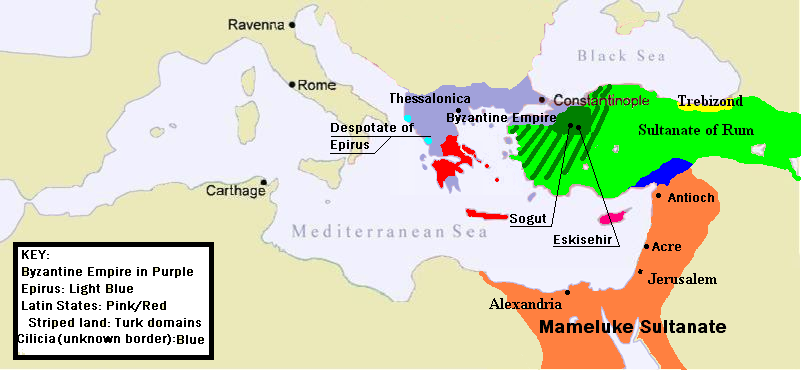
Bizancio al comienzo del reinado de Andrónico III.

El gobierno de Andrónico III se considera el último verdadero intento de restaurar el esplendor bizantino. Sus intentos estuvieron a punto triunfar, pero los muchos vecinos hostiles de Bizancio finalmente pasaron factura a un Imperio en declive.
Su primera preocupación fue Asia Menor. Nicea, capital del Imperio hasta 1261, estaba bajo asedio otomano. En el verano de 1329, Andrónico III emprendió un intento de aliviar esa situación, pero el 10 de junio este acabó en derrota en la batalla de Pelecano y en 1331 la ciudad cayó. Para no ver sufrir la misma suerte a Nicomedia ni a los demás fuertes que quedaban en Asia Menor, Andrónico III intentó pagar tributo a los turcos otomanos, pero estos no se detuvieron y en 1337 se apoderaron también de Nicomedia.
Pese a ello, Andrónico III también tuvo algunos éxitos en el Egeo: en 1329 recobró Quíos, y en 1335 arregló una alianza que implicaba indemnizaciones financieras con el emir turco Bahud-din Umur, bey de Aydin, y logró reconquistar de los latinos Lesbos y Fócea.
En Europa Andrónico III tuvo resultados mixtos. Tesalia regresó al dominio imperial en 1333, pero Serbia una vez más comenzó a expandirse hacia el sur: lideradas por el renegado bizantino Sirgianes Paleólogo, en 1334 las fuerzas serbias tomaron cinco fuertes clave de Bizancio y lo forzaron a reconocer las nuevas fronteras. Sin embargo, en 1341 Andrónico pudo volver a traer Epiro al redil mediante la diplomacia. El resultado fue que mientras al Imperio se lo reducía a sus territorios europeos, había tenido éxito en traer gran parte de Grecia bajo su control. Por desgracia para el recién ampliado Bizancio, Esteban Dusan, que gobernaba Serbia desde 1331, también decidió quitarle a Bizancio esas tierras. La muerte de Andrónico III y el caos resultante, dejaron al Imperio en estado de indefensión.

### Legado
Aunque al final no tuvo éxito, el reinado de Andrónico III fue uno de los últimos períodos brillantes de la historia bizantina, pues la situación del Imperio fue cada vez más precaria. La diplomacia se volvió menos útil, ya que los enemigos de Bizancio se percataban de que el emperador no tenía poderío militar ni económico para respaldar su palabra. Hubo una caída general del capital del Imperio y la muerte de Andrónico III fue un golpe de gracia. Su hijo de 10 años fue manejado por una regencia que acabó destrozada por las rivalidades dinásticas, las que llevarían a una guerra civil de la que Bizancio nunca se recuperaría.

## Ascenso y caída de Cantacuceno, 1341-1357
En 1341 el Imperio bizantino entró en una nueva era de decadencia en la que fue devastado por todos los desastres posibles. Además de las guerras y las guerras civiles, renovadas epidemias de peste bubónica arrasaron sus castigadas tierras. El primer brote ocurrió en 1347 y entre 1360 y 1420 se registraron ocho más. En las ciudades, entre los ricos corruptos que habían explotado el sistema tributario en beneficio propio y los innumerables campesinos sin tierra agobiados por las exigencias del gobierno, cundía la inquietud social. La controversia religiosa, el cáncer de Bizancio en los siglos VII y VIII, una vez más surgió bajo la forma de la polémica sobre el hesicasmo, que finalmente se convirtió en doctrina de la iglesia ortodoxa oriental. Hubo numerosos terremotos que destruyeron la infraestructura bizantina. La fortaleza de Galípoli fue destruida por un terremoto en 1354 y los turcos otomanos no tardaron en tomarla y establecer una cabeza de puente en Europa. Mientras tanto, los serbios siguieron presionando hacia el sur, eliminando todo control nominal de Bizancio sobre Epiro. El Imperio se redujo en tamaño. Al terminar la guerra civil, Bizancio sería una pequeña ciudad estado que se aferraba a la vida gracias a las treguas de sus enemigos, que pronto serían protectores.

### Guerra civil de 1341-1347
Juan V, ascendido al trono a los diez años de edad. Fue guiado por una regencia conformada por su madre, Ana de Saboya, Juan VI Cantacuceno y el Patriarca de Constantinopla, Juan XIV Calecas.
El Patriarca, ayudado por el ambicioso Alejo Apocauco, desató un conflicto civil al convencer a la emperatriz de que el gobierno de Juan V estaba amenazado por las ambiciones de Cantacuceno. En septiembre de 1341, mientras Cantacuceno estaba en Tracia, Calecas se declaró regente y lanzó un feroz ataque contra Cantacuceno, sus seguidores y su familia. En octubre, Ana ordenó a Cantacuceno renunciar a su mando. Cantacuceno se negó y se declaró emperador en Didimótico, supuestamente para proteger de Calecas el gobierno de Juan V. No se sabe si Cantacuceno deseaba ser emperador o no, pero las acciones del patriarca lo obligaron a luchar para retener su poder.
Por entonces no había suficientes tropas para defender las fronteras de Bizancio y menos para dos facciones en pugna, por ende se introdujeron mercenarios extranjeros. Cantacuceno contrató turcos y serbios: su principal suministro de mercenarios turcos fue el bey de Aydin, un aliado nominal establecido por Andrónico III. La regencia de Juan V también se apoyó en mercenarios turcos. Pero Cantacuceno comenzó a contar con el apoyo del sultán otomano Orcán, que se casó con la hija de Cantacuceno en 1345. En 1347, este había triunfado y entrado en Constantinopla. Sin embargo, en su hora de victoria, llegó a un acuerdo con Ana y su hijo, Juan V. Este, ahora de 15 años, y Cantacuceno, gobernarían como coemperadores, aunque en esta relación Juan V sería el menor. Tan improbable sociedad no duraría mucho.

### Reinado y caída de Juan VI Cantacuceno, 1347-1357

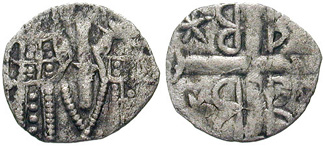
Monedas bizantinas que muestran a Juan V y su coemperador y guía Cantacuceno durante su coexistencia pacífica

Cantacuceno tuvo un hijo, Mateo Cantacuceno, y toda esperanza de mantener la paz entre Juan V y Mateo se fue alejando cuanto más crecían y se independizaban ambos. Juan V se casó con la hija de Cantacuceno, en una jugada diseñada para ligar a las dos familias, pero destinada a fallar.
En 1353, Cantacuceno aún tenía esperanzas de que se mantuviera la paz, pero ese año, Juan V lanzó un ataque militar contra Mateo, y así volvió a encender la guerra civil. Juan V fue degradado y exiliado a la isla de Ténedos, una de las pocas del Egeo aún bajo control bizantino, a la vez que Cantacuceno convirtió en coemperador a su hijo Mateo. Sin embargo, Juan V no se daría por vencido tan fácilmente, y en 1354 las tropas otomanas comenzaron a cruzar hacia Tracia en su apoyo. Los ciudadanos de Constantinopla se llenaron de temor y en noviembre del mismo año, Juan V lanzó un golpe exitoso con ayuda genovesa. Cantacuceno abdicó y se retiró a un monasterio, donde escribiría sus memorias y pensamientos. Murió en 1383.
Mateo Cantacuceno, sin duda decepcionado por el fracaso de su padre, siguió resistiendo a Juan V. Como el sultán otomano Orjan era cuñado suyo, logró obtener tropas de él, pero fue capturado apenas comenzada su campaña en el verano de 1356. En 1357 se vio obligado a renunciar a sus pretensiones y a exiliarse en la Morea en algún momento entre 1361 y 1383, aunque otras fuentes indican como fecha posible 1391. A sus 25 años, Juan V había logrado establecerse firmemente como gobernante del Imperio, a costa de desangrarlo de todos sus recursos.

## Inmigración turca
Los territorios devastados y despoblados por la guerra civil fueron ocupados por turcos que llegaron y colonizaron la tierra mediante una combinación de conquista y comercio. El resultado fue que el poder de Bizancio quedó socavado más allá de toda recuperación: doscientos años atrás el imperio contaba con los pueblos que habitaban los territorios de Anatolia, Grecia, Macedonia y varias grandes islas como Chipre y Creta. Ahora la población bajo su control se limitaba a las pocas ciudades que quedaban en posesión bizantina, a saber, Tesalónica y Constantinopla, el campo circundante y el Despotado de Morea. La inmigración turca sería decisiva para la supervivencia del Imperio, ya que le dio a su enemigo más nefasto, los otomanos, una nueva base de poder, no en Asia, sino ahora en Europa.

## Juan V, 1354-1391

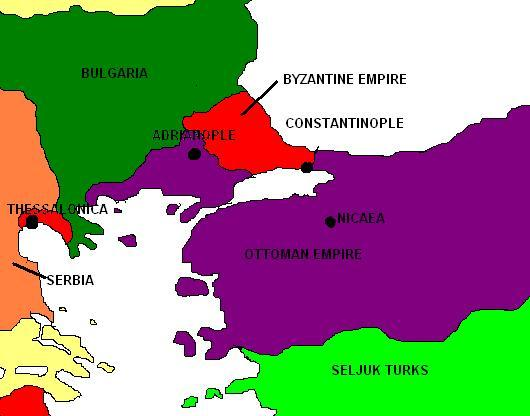
Bizancio (en rojo) en 1369, después de que los otomanos conquistaran la ciudad de Adrianópolis

Juan V Paleólogo ahora debía enfrentar la seria amenaza que los otomanos representaban para Bizancio. En la década de 1360, los turcos siguieron avanzando por Tracia, tomando asentamientos bizantinos, y serbios.

### Súplica a Occidente
Al igual que sus predecesores Alejo I Comneno y Miguel VIII, Juan V recurrió al papa y le ofreció la promesa de una unión de las dos Iglesias con la esperanza de recibir asistencia militar. Como garantía de cumplimiento, Juan V ofreció a su hijo, Manuel. En el pasado, el clamor de asistencia de Bizancio había sido respondido con resultados diversos: el pillaje de los cruzados despojaría tanto a amigos como a enemigos, pero la Primera cruzada había sido en gran medida beneficiosa y sin duda Juan V imaginó una repetición de tal Cruzada. Esta vez, empero, el papado no se conmovió ante la calamidad que enfrentaba el Imperio bizantino.
Por suerte para Juan V, tenía otros contactos europeos: su madre era Ana de Saboya, y al sobrino de ella, —y primo de Juan V— lo preocupaba la seguridad de su homólogo griego. En junio de 1366, Amadeo VI de Saboya, navegó desde Venecia con el sueño de iniciar otra cruzada, arribó a Galípoli, les arrebató la fortaleza a los otomanos y se la devolvió a los bizantinos, con la esperanza de frenar así la oleada de turcos hacia Tracia. Pero los turcos ya estaban firmemente establecidos ahí. Entre 1367 y 1369, Amadeo y Juan pasaron mucho tiempo cavilando cómo evitar la derrota. Amadeo regresó a Europa vía Roma y trajo consigo embajadores bizantinos. El papa volvió a mostrar dinterés, pero pidió que Juan V lo visitara. En 1369, cuando los otomanos finalmente capturaron Adrianópolis (aunque algunas fuentes indican que fue en 1365), Juan V corrió a Roma a confesar su fe católica tanto en privado como en un espectáculo público.
Sin embargo, en 1371 Juan V regresó con las manos vacías. Se había humillado y no había conseguido nada que mejorase la situación en los Balcanes.

### Vasallaje otomano de Juan V
En 1371, los serbios reunieron sus fuerzas y se prepararon a lanzar un ataque para expulsar a los turcos de Tracia. En una aplastante victoria, los otomanos aniquilaron al ejército serbio en la batalla de Maritsa, y en el período subsiguiente, muchos señores sobrevivientes se sometieron al sultán otomano Amurates I. Bizancio no se encontraba en mejor posición y tras quitarles Serres a los derrotados serbios, Juan V juró lealtad como vasallo de Amurates.

## Tercera guerra civil de los Paléologos, 1373-1394
Si tener que ser vasallo de Amurates I habrá sido un hecho aciago para Juan V, peor debe haber sido que su hijo mayor y heredero al trono, Andrónico IV Paleólogo se rebelara contra su padre en 1373. Curiosamente, esa rebelión coincidió con la del hijo de Amurates I, Sauchi Chelebi. Ambos fomentaron la revolución en sus respectivos pueblos. En consecuencia, Juan V y Amurates I coordinaron esfuerzos para vencer a sus hijos. Juan V cegó de un ojo a Andrónico IV y al hijo de este, Juan VII, mientras que Amurates I derrotó a su hijo, Sauchi, y lo ejecutó. Manuel, el segundo hijo de Juan V, fue nombrado coemperador y heredero al trono.
Por desgracia para Juan V, Andrónico IV y su hijo Juan VII escaparon. Con ayuda genovesa y turca, regresaron a Constantinopla, lograron derrocar a Juan V y lo encarcelaron a él y a Manuel. A cambio de que los otomanos lo ayudasen, Andrónico IV les entregó la fortaleza de Galípoli, con lo cual se dilapidó la única ayuda europea que brindara Amadeo de Saboya. Ahora fueron Juan V y Manuel quienes escaparon de Constantinopla y, a cambio de ayuda para tomar la capital imperial, ofrecieron al sultán otomano un tributo más alto que el pagado normalmente. Andrónico IV, nuevamente vencido, evadió la captura y se escurrió hacia el distrito genovés de Gálata con su familia y rehenes. Juan V, solo interesado en asegurar su trono y su estabilidad, en 1381 acabó haciendo un pacto con Andrónico IV, reconociéndolo como heredero y a Juan VII como heredero aparente, con lo que Manuel quedó eliminado de la línea sucesoria.
Naturalmente, Manuel se sintió traicionado por esa jugada que lo degradaba de su posición de coemperador. Volvió a Tesalónica en 1382, se rebeló, estableció su dominio sobre Tesalia y Epiro, y así "expandió" el Imperio, al menos nominalmente. De ese modo captó la atención del sultán otomano. Amurates asedió Tesalónica en 1383. El sitio duraría hasta 1387. Mientras tanto, Andrónico IV murió y su hijo, Juan VII, comenzó a luchar contra su abuelo, Juan V.
Rendida Tesalónica en 1387, Manuel, en situación bastante desesperada, regresó ante Juan V y, con consentimiento del sultán, comenzó a hacer ofertas conciliatorias a su padre. Juan V se percató de que aceptar a su segundo hijo haría que se rebelara su nieto, por lo tanto simplemente mantuvo a Manuel exiliado en Lemnos. Finalmente, Juan VII se rebeló contra su abuelo. Las noticias de la llegada de Manuel a Constantinopla y de sus conversaciones de reconciliación con Juan V, hicieron que Juan VII acudiese a Génova y luego al nuevo sultán otomano, Bayaceto el Rayo, en busca de ayuda para derrocar a Juan V.
Al principio, la rebelión de Juan VII tuvo éxito. Le arrebató Constantinopla a Juan V, pero Manuel respondió levantando contra Juan VII al resto del imperio y los pocos recursos militares que le quedaban. Manuel también recibió ayuda de los Caballeros de San Juan estacionados en Rodas, donde "donó" reliquias religiosas de metales preciosos. Hasta su muerte en 1408, Juan VII se negó a renunciar a su derecho a gobernar como emperador de Bizancio. Para entonces, sin embargo, el sultán otomano Bayaceto había reconocido a Manuel II Paleólogo como coemperador de Bizancio junto a su padre Juan V, y finalmente, cuando murió Juan V en 1391, como único emperador.

## Manuel II Paleólogo, 1391-1420
El reinado de Manuel II dio otra tregua temporal a Bizancio. En un Imperio con tantos problemas, Manuel reconquistó algo de territorio y lo mantuvo hasta el final de su reinado. En gran medida su limitado éxito se debió a su gran amistad con Mehmed I y al resurgimiento del poderío mongol en Oriente. Sin embargo, vivió lo suficiente para ver cómo su hijo desperdiciaba gran parte de sus logros.

### Vasallaje a 1394
La primera prioridad de Manuel II fue establecer un acuerdo con Bayaceto el Rayo. Juan VII era un favorito de Bayaceto, por lo que Manuel II llevaba las de perder. Pero finalmente selló un acuerdo. Sin embargo, los intentos de Manuel II por reconciliarse con su sobrino Juan VII enfurecieron al sultán otomano. A Manuel lo preocupaba que Juan VII volviera a lanzar un golpe en su contra y quiso neutralizar esa amenaza diplomáticamente. Bayaceto ordenó ejecutar a Manuel, pero luego su reacción furibunda se aplacó y en cambio exigió que Constantinopla construyera otra mezquita y que se estableciera una colonia de turcos.

### Rebelión. Bizancio sobrevive, 1394-1402
Los siguientes pasos de Manuel fueron temerarios: se negó a pagar el tributo al sultán y a responder a sus mensajes. En 1394, Bayaceto comenzó un asedio sobre Constantinopla que duró 8 años. Manuel II se percató de que, si bien Constantinopla podía soportar un bloqueo poco entusiasta, no tenía recursos militares para guardar las murallas de la ciudad. Al principio la situación no fue tan grave. Se lanzaría un gran contraataque desde Occidente denominado Cruzada de Nicópolis. En una batalla titánica, Bayaceto condujo su ejército a marcha forzada hacia una victoria sorprendente pero costosa. Miles murieron, pero ahora Bayaceto podía volcar la totalidad de sus ejércitos contra Constantinopla.
La situación era terrible. Constantinopla fue confiada a Juan VII, el antiguo rival de Manuel, mientras este, en 1399, partía en una gran gira por Europa. Paró en Venecia, Padua, Milán, París y Londres. En Inglaterra conoció al rey Enrique IV, fue bien recibido y participó de un torneo de justas, pero no pudo obtener ninguna ayuda de la cristiandad occidental.
Al final, sería el islam oriental el que socorrería a Constantinopla. Tamerlán, el Kan de los mongoles de Chagatai, condujo su ejército a lo más profundo de Anatolia y en 1402 derrotó completamente a Bayaceto y su fatigado ejército cerca de Angora. La derrota causó pánico entre los turcos de Anatolia, que comenzaron a cruzar frenéticamente a Europa, aunque en barcos alquilados a los bizantinos.
Cuando Manuel llegó de su gira en 1403, lo recibió una visión reconfortante: Constantinopla libre del asedio otomano. Juan VII guardó lealtad, devolvió la capital e incluso recobró Tesalónica de los otomanos.

### Interregno otomano, 1402-13

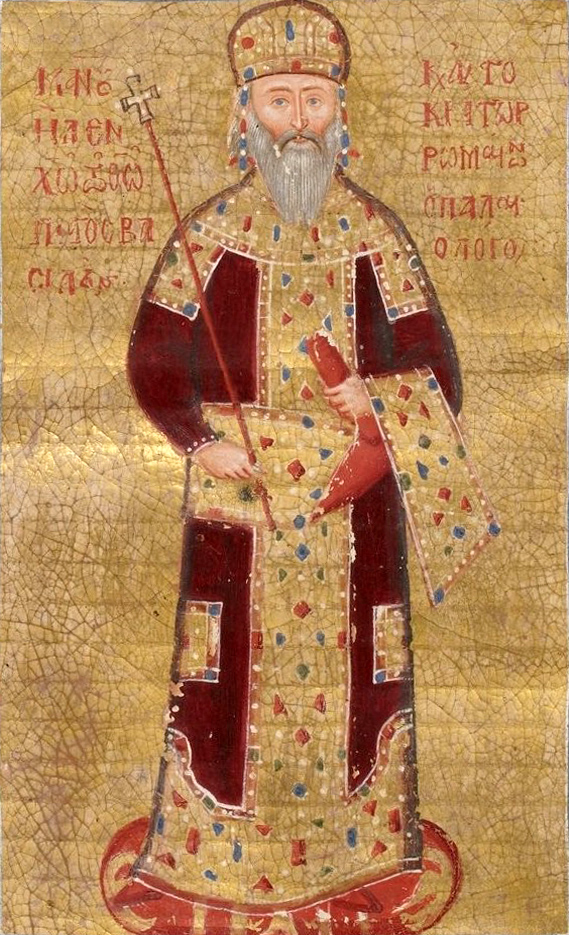
Manuel II vivió hasta los 75 años de edad

La derrota de los otomanos cambió considerablemente el ánimo en Constantinopla. Las recompensas cosechadas por el Imperio fueron excepcionales considerando que la ciudad, y posiblemente el Imperio, acababan de estar al borde de la destrucción. Juan VII lograr otros beneficios para Bizancio. El primero fue un tratado de no agresión entre las potencias cristianas locales, que también estaban libres de la servidumbre otomana, lo que significaba que los desastres del último gobierno de Andrónico III no se repetirían. Luego se hizo un tratado entre Bizancio y el sucesor de Bayaceto, Solimán, quien se encontraba en Asia Menor, lo que confirmó que Bizancio ya no pagaría tributo. El Imperio también ganó el Monte Athos y tierra costera del Mar Negro desde Constantinopla hasta Varna. Como una ventaja adicional, se afirmó la autoridad imperial sobre una serie de Islas del Egeo, que en el futuro servirían como refugio, siquiera temporario, para preservarse de la expansión otomana.
Los hijos de Bayaceto no perdieron tiempo disputándose el destrozado reino de su padre. Hacia 1413, Mehmed I había surgido como el vencedor. Los bizantinos se habían asegurado de apoyarlo. Mehmed I no lo olvidó y pudo "controlar" la expansión de sus súbditos turcos a territorio bizantino.

### Reanudación de hostilidades
En 1421, Manuel II Paleólogo tenía 70 años y creyó llegado el momento de retirarse y darle a su hijo mayor, Juan VIII, la oportunidad de gobernar de un modo más agresivo que él. Al mismo tiempo, en mayo de ese año, llegó al trono otomano el hijo de Mehmed I, Amurates II, mucho menos moderado. Con dos hombres poco diplomáticos en el trono, la guerra fue inevitable.
El primer movimiento lo hicieron los bizantinos cuando Juan VIII y sus consejeros tomaron la arriesgada decisión de incitar a una rebelión dentro del Imperio otomano. En agosto de 1421 respaldaron a un hombre llamado Mustafá que decía ser un hijo de Bayaceto el Rayo perdido hacía tiempo. En Europa, la rebelión de Mustafá funcionó bien y obtuvo algo de apoyo. Sin embargo, Amurates II la aplastó en agosto de 1422 y poco después Mustafá recibió la tradicional ejecución por ahorcamiento. El enfurecido Amurates II envió un ejército a Constantinopla y a Tesalónica, la que cayó en 1430. Amurates II no pudo tomar Constantinopla por la fuerza, pero la situación en la capital fue lo bastante grave para que Manuel II saliera de su retiro e incitara a otra rebelión en Asia Menor liderada por el hermano de Amurates II, Küçük Mustafá. El éxito inicial de los rebeldes, incluido un asedio sobre Prusa, era demasiado para que Amurates II lo ignorase, así que levantó el sitio de Constantinopla, enfrentó aquella amenaza y, para desesperación de los bizantinos, acabó con ella.
A Manuel II no le quedan trucos para salvar el mal gobierno de su hijo. En septiembre de 1423 Tesalónica fue entregada a los venecianos, sin duda esperando atraer una cruzada de las potencias occidentales, o que al menos estas, con su gran riqueza, pudieran defenderla mejor. En febrero de 1424, Manuel II Paleólogo devolvió Bizancio al vasallaje otomano. Anualmente se pagaría al sultán 300.000 monedas de plata. Un arreglo notable, considerando que el Imperio se encontraba en su punto más bajo. Hasta la década de 1450, los otomanos no harían ningún esfuerzo organizado para superar las murallas de Constantinopla, y la ciudad mantuvo una tenue seguridad durante las siguientes dos décadas.

## Juan VIII

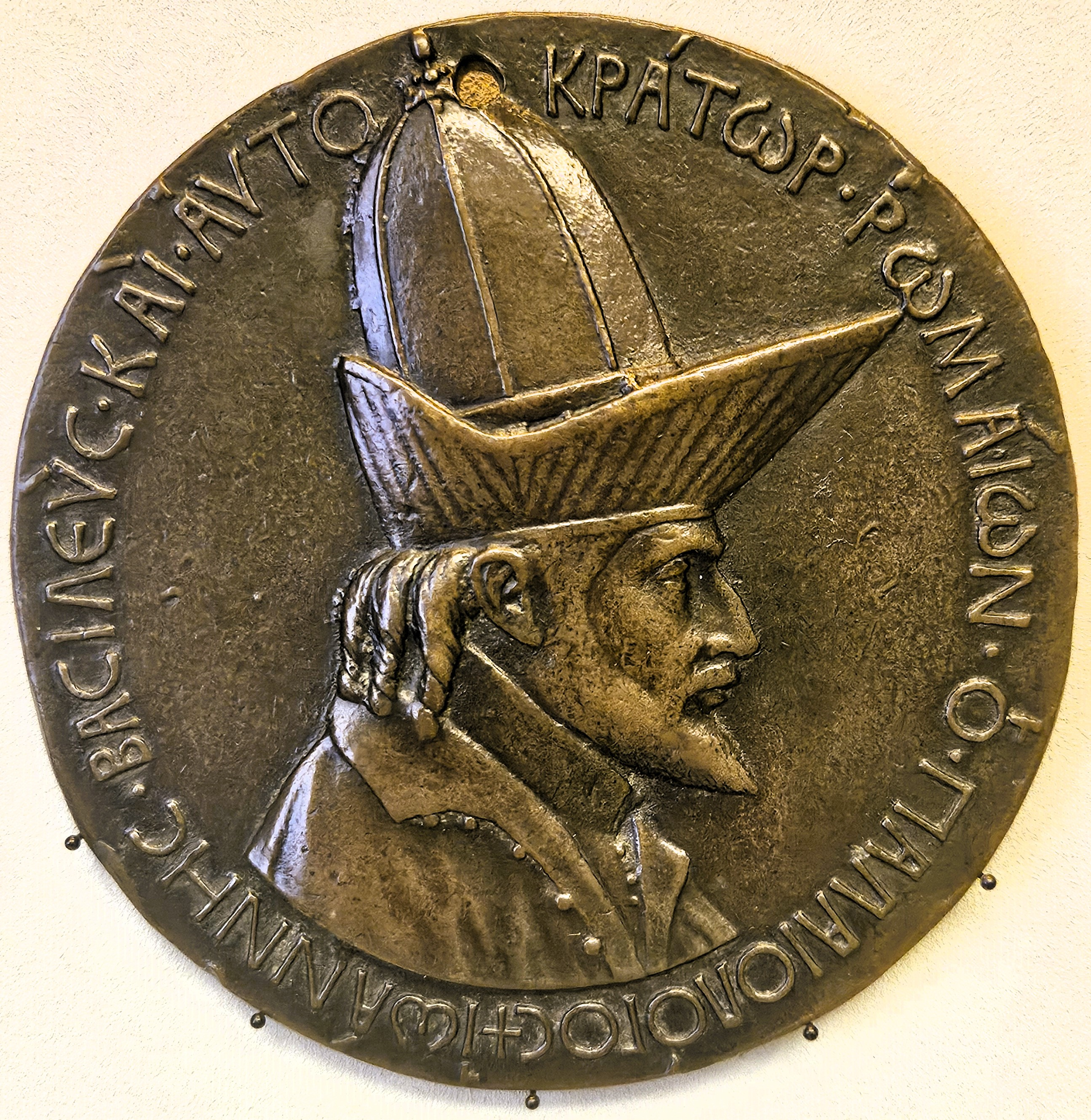
Medalla del emperador Juan VIII Paléologo durante su visita a Florencia, hecha por Pisanello (1438). La leyenda reza en griego: "Juan el Paleólogo, basileo y autocrátor de los romanos".

En sus últimos años, Manuel II vio cómo se esfumaban sus logros y el Imperio volvía al estado en que se encontraba en 1391. Juan VIII todavía esperaba poder emular el éxito de su padre. Sus intentos fueron tan vanos como los de sus predecesores, y como ellos, Juan cifró demasiadas esperanzas en el papa. Este no estaba muy dispuesto a dar, sino solo a recibir, aunque lo que podía recibir era apenas la Iglesia de un estado en ruinas rodeado por los otomanos, el enemigo más cercano de la cristiandad.

### Reunificación con Roma
Reunificar la Iglesia de Bizancio con la de Roma fue sencillo, pues todas las fichas de negociación estaban en manos del Occidente católico. Juan VIII, como jefe de facto de la Iglesia bizantina, ordenó a esta aceptar la primacía papal y declaró que la disputa del Filioque había surgido de una confusión semántica. Del lado bizantino, pocos se entusiasmaron con la reunificación de 1438-1439, celebrada en Ferrara y Florencia, no solo porque la Iglesia bizantina debió rebajarse, sino por la inexistente ayuda a Bizancio. Sin duda el efecto más notable de la reunificación fue el creciente resentimiento del pueblo bizantino respecto al gobierno imperial.

### Oportunidad perdida: Varna
A fines de la década de 1440, a los otomanos se les complicó mantener a raya a sus vasallos cristianos en los Balcanes. Hungría lanzó una serie de campañas exitosas contra los turcos de Serbia, lo que provocó que el déspota serbio y Skanderbeg, líder de la resistencia albanesa, abiertamente hiciera frente a sus antiguos amos. Esto condujo a una de las últimas grandes cruzadas de la cristiandad occidental unida: la Cruzada de Varna. Amurates II no estaba en condiciones de frenar a estos fastidiosos cristianos de Occidente, pues lo abrumaban los problemas de los de Anatolia, en el corazón mismo del reino otomano. Por ende, Amurates hizo un apresurado tratado de paz en los Balcanes. Pero los húngaros pronto lo rompieron y un ejército otomano reunido a toda prisa aplastó a los cruzados en Varna y dejó los Balcanes a merced de la venganza otomana.
Juan VIII murió en 1448. Su reinado duró dos décadas. Su logro fue la supervivencia del Imperio. Sin embargo, Bizancio ahora pendía de un hilo. Sin suficientes soldados para su propia defensa, la economía arruinada por años de guerra, la capital despoblada y un territorio insuficiente para proveer de una base para la recuperación, la situación del Imperio se hacía insostenible. Juan estaba severamente limitado por las circunstancias, y fue incapaz de mejorar la situación del estado. Lo sucedió su hermano Constantino XI, último gobernante soberano de Bizancio.

## Constantino XI
El reinado de Constantino fue breve: de 1448 (según algunas fuentes, 1449) a 1453. Constantino XI, como muchos de sus predecesores que tomaron seriamente la reunificación entre el cristianismo oriental y occidental, vivió como católico. No se sabe mucho de su reinado, salvo que murió con sus soldados en la batalla final por Constantinopla.

### Desafío, defensa y derrota

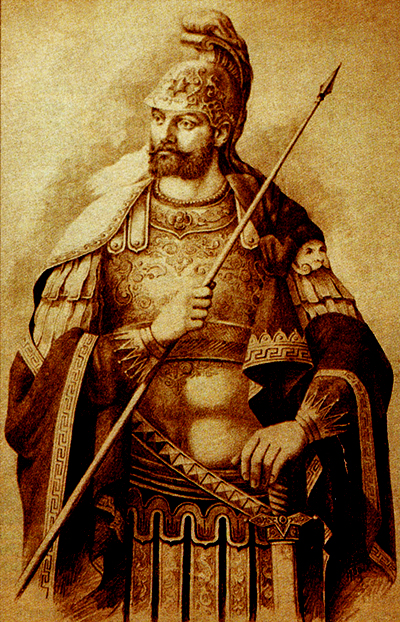
Constantino XI representado con armadura semiclásica.

Antes de ascender al trono, Constantino XI fue Déspota de Morea. Desde esa posición había continuado las políticas agresivas de su padre y hermanos contra los otomanos y sus vasallos, el Ducado de Atenas, pero Amurates II lo había obligado a retroceder. Tras suceder a su padre Amurates en 1451, Mehmed II recibió de Constantino XI una demanda de subsidios y la amenaza de rebelarse si no los recibía. Mehmed II respondió a esas audaces declaraciones construyendo una fortaleza del lado europeo del Bósforo a fin de controlar mejor el tráfico a través del Bósforo.
Mehmed II reunió un gran ejército para asaltar las murallas de Constantinopla, algunas fuentes sugieren 80.000 soldados, mientras que otros dan cifras tan altas como 100.000 o incluso 200.000, incluyendo civiles que acompañaban y brindaban servicios. Una característica importante del ejército otomano fue la calidad de su artillería, que contaba con una serie de "supercañones" construidos por Orbón, ingeniero húngaro que originalmente ofreciera sus servicios a Constantino, que no los aceptó, por falta de dinero. Tras el rechazo a los términos de la rendición de Constantino, el asedio comenzó el 2 de abril de 1453. Los cañones otomanos dispararon desde el 6 de abril. Los defensores eran escasos, pero las poderosas murallas permitieron resistir el asedio por un tiempo. No obstante, el 29 de mayo por fin los otomanos abrieron una brecha y la ciudad cayó. Constantino XI cargó contra el ejército otomano. El último emperador romano murió combatiendo, y como su cuerpo nunca fue reconocido, se supone que fue enterrado en una fosa común.

### Conclusión
Resulta difícil evaluar el gobierno de Constantino debido a la brevedad de su reinado. Como déspota, había demostrado habilidad, pero la caída del Imperio ante los turcos era inevitable, sin importar cuán capaz y enérgico fuese quien se sentara en el trono. Lo que más se recuerda de él es la defensa obstinada de su ciudad y su muerte en batalla, que lo hizo entrar en la leyenda popular. Pese a su fe católica, muchos ortodoxos griegos lo consideran santo, y se han creado muchas leyendas sobre el destino final del último Constantino.

## La cultura del período de los Paleólogos

### Segundo renacimiento bizantino-paleólogo
Pese al caos reinante en el Imperio, los bizantinos experimentaron en sus dominios un renacimiento del arte y la cultura. Hacia el siglo XIV, cuando el Imperio entró en una fase de crisis terminal, se valoraron menos tales logros. Pero no todo estaba perdido para sus sabios menospreciados: muchos italianos que se habían abierto a Bizancio gracias a la expansión marítima de Génova y Venecia, apreciaban sus logros, y eso facilitó el Renacimiento. Tales sabios concurrieron a instituciones italianas a expresar su cultura grecorromana a cambio de un salario. Aunque la idea de abandonar la fe ortodoxa por el catolicismo restaba atractivo a la inmigración a Italia, un número significativo y creciente de griegos comenzó a viajar a Italia, al principio temporalmente a colonias italianas como Creta o Chipre, luego, cuando el Imperio comenzó a fracasar calamitosamente, de modo más estable. Al caer Constantinopla, un gran número de refugiados griegos huyeron del dominio turco hacia Europa a través de Italia, y contribuyeron a acelerar el Renacimiento.

### Restauración de los clásicos

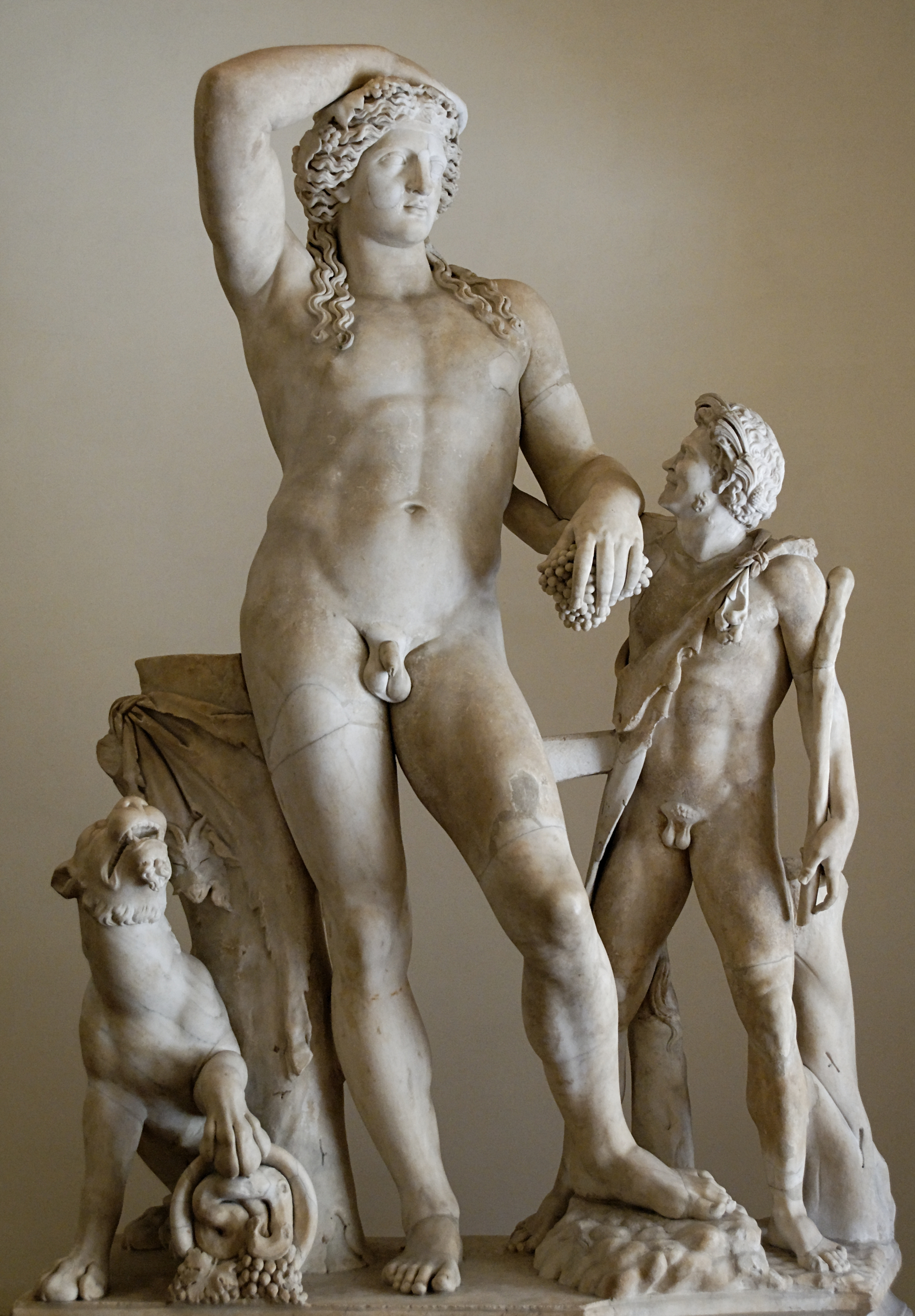
La literatura clásica que se estudiaba incluía figuras míticas como Dionisio.

La cuarta cruzada destruyó muchos hogares de Constantinopla y quemó gran parte de la ciudad. Es difícil saber qué libros se quemaron en sus bibliotecas, pero pocos estarían disponibles hoy si no fuera por la obra de Demetrio Triclinio, Manuel Moscópulo, Tomás Magistro y Máximo Planudes. Se reeditaron poetas como Hesíodo y Píndaro, y se reconstruyeron sus sistemas métricos. Se escribieron obras como los escolios sobre Píndaro, las tragedias de Sófocles y Eurípides, la Geografía de Ptolomeo, las Dionisíacas de Nono de Panópolis, y versiones y "redescubrimientos" de Plutarco y de la Antología griega de epigramas. Las obras reunidas por Teodoro Metoquita en el Monasterio de Cora se pueden hallar en las bibliotecas de Estambul, Oxford, en el Vaticano e incluso en París.

### Bizancio griego
En su apogeo, el Imperio Bizantino se componía de muchos territorios, que se extendían desde el actual Irak hasta la actual España. A medida que las fronteras del Imperio se redujeron, también se redujo su diversidad cultural. A fines del siglo XIII, el Imperio consistía casi exclusivamente en territorios tradicionalmente griegos (habitados por griegos desde la Antigüedad clásica). En consecuencia, la cultura griega pronto predominó, y las obras de la época clásica, como las de Sófocles y Teócrito, fueron copiadas y comentadas meticulosamente.
Entre los filósofos notables se encuentra Planudes, ejemplo del interés de la época por la ciencia y las matemáticas. La astronomía también fue un campo de interés, como lo ilustra Nicéforo Grégoras y su propuesta de modificar el calendario, anterior a la reforma gregoriana que implementaría esos cambios.
Incluso hubo personalidades prominentes que propusieron cambiar el título imperial a "Emperador de los helenos", en vez de "romanos". Tal entusiasmo por el pasado glorioso, contenía elementos que estarían presentes en el movimiento que conduciría a la creación del moderno estado griego en 1830, tras cuatro siglos de gobierno otomano.

### La ciencia persa, ca. 1300
En aquel entonces, los astrólogos, para hacer sus cálculos, debían confiar en las tablas de Ptolomeo. Sin embargo, estas resultaban inexactas comparadas con la astronomía árabe. Por ende, se comenzaron a usar con más frecuencia las tablas persas, incluso combinadas con las ptolemaicas. La necesidad de traducir dificultó la aceptación de la astronomía árabe, que solo ingresó por "canales sociales más bajos", es decir, por hombres que viajaban entre Constantinopla y Trebisonda, como Gregorio Coniades, que junto con su seguidor Jorge Crisococas, se familiarizaron con aquella ciencia oriental. A mediados del siglo XIV, cuando Bizancio se vio abrumado por los problemas, los profesionales consideraron que las tablas de Ptolomeo eran inadecuadas y gradualmente las abandonaron por las persas.[cita requerida]

Sin embargo, obras persas como la que versaba sobre el astrolabio se habían traducido al griego ya en 1309. En 1352, Teodoro Metoquita publicó sus ideas basándose en tablas persas y ptolemaicas. Se tradujeron al griego otras obras, como el Libro de las seis alas, texto hebreo que se cree proveniente del sur de Francia. El clero ortodoxo griego cultivó este tipo de obras, aunque no fueran cristianas y en muchos casos ni siquiera helenísticas. Los propios Greogorio Coniades y Teodoro Metoquita tuvieron cargos eclesiásticos. Aquel fue obispo de Tabriz y este, jefe de la escuela patriarcal. 

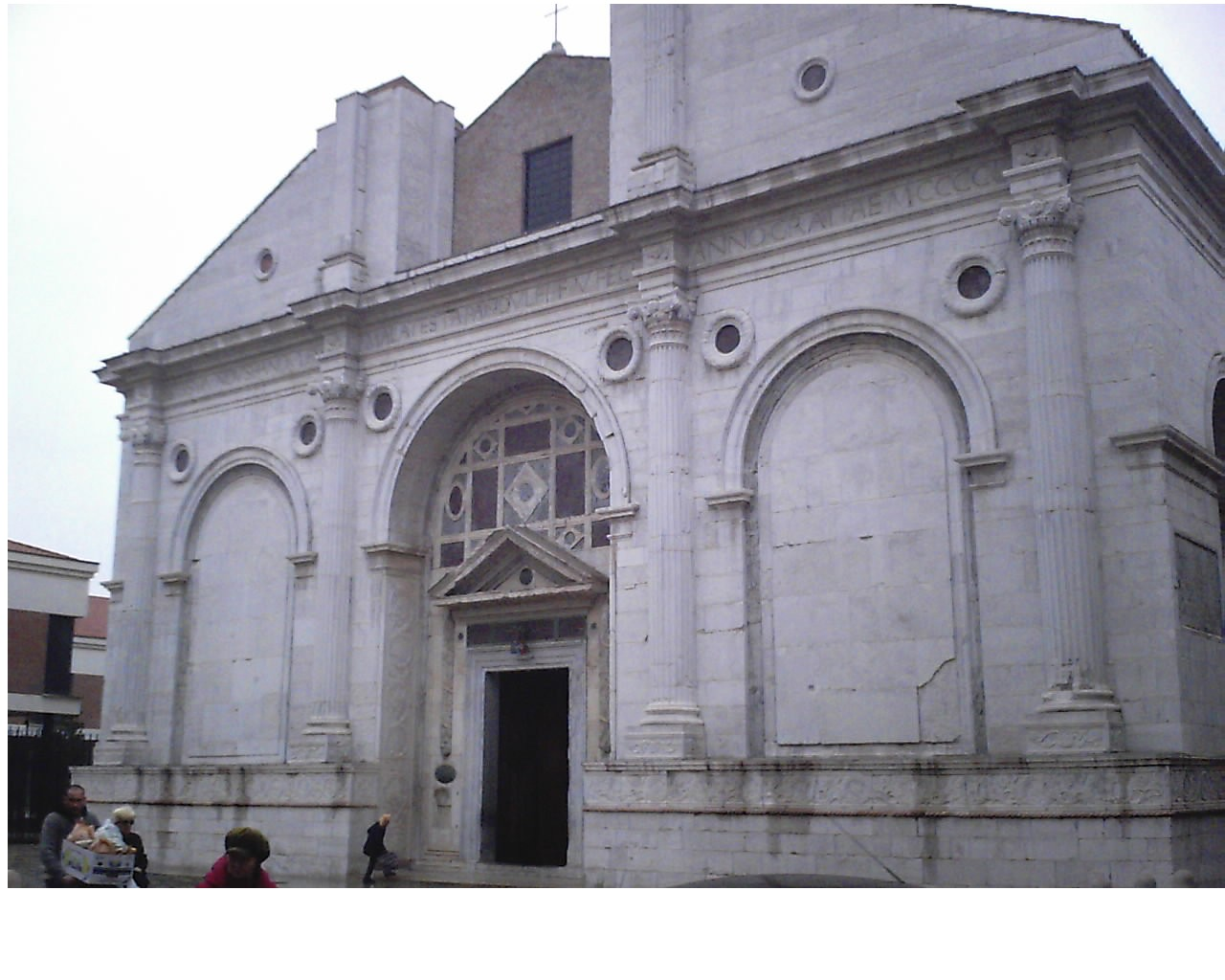
Los discípulos italianos de Pletón trasladaron sus restos al Templo malatestiano, en Rímini, Italia.

 No todos los pensadores eran bienvenidos en Bizancio y sin duda los bizantinos hubieran creído que algunos que abrían su mente a otras creencias se desviaban de la "única religión verdadera". Claro ejemplo de ello es Pletón, cuyo trabajo sobre astronomía computacional con tablas hebreas y persas se vio eclipsado por las creencias neopaganas que adoptó en su vejez: proclamó su fe en los "Siete Sabios", en el mensaje de Zoroastro y en el fatalismo. En consecuencia, su obra Las leyes, sobre un panteón griego modificado, fue quemada por el patriarca de Constantinopla, y las cenizas del sabio reposan en el Templo malatestiano de Rímini. Otros incluso sugirieron que Bizancio no existiría siempre, creencia fundamental de todo adepto de la Iglesia ortodoxa bizantina. Metoquita no consideraba que la civilización bizantina fuese superior a otras, y hasta opinaba que en aspectos como la moralidad, los tártaros "infieles" eran más nobles que sus camaradas cristianos.

### Mecenazgo
Un filósofo, como cualquiera, tenía que buscar un modo de ganarse la vida. En el Imperio bizantino, lo más común hubiera sido trabajar en la agricultura o el comercio. Pero los filósofos, para subsistir necesitaban del mecenazgo. El más importante fue el de la corte imperial, especialmente antes de las devastadoras guerras civiles de Andrónico III y Juan V. Otras fuentes fueron los cortesanos menores, los ricos y la Iglesia, si no los clérigos particulares. Claro que solo los obispos tenían tales recursos. A medida que el Imperio se hundía en el caos, no podían escatimarse los recursos para defender las fronteras, así que la necesidad de estudios en el campo científico y matemático naturalmente habrá desaparecido de la mente de quienes veían cómo allanaban e incautaban sus tierras. Sería esta falta de mecenazgo lo que llevaría a muchos sabios a huir a Occidente. Juan Argirópulo, Constancio y Manuel Crisoloras registraron notables viajes por Florencia, Pavía, Roma, Padua y Milán. Podría decirse que el fin del Imperio bizantino coincidió con el comienzo del Renacimiento. La poca influencia que la Iglesia bizantina tuvo sobre Roma fue más que compensada por su predicación filológica y la conversión masiva al humanismo.

## Conclusión
El final del Imperio bizantino no parecía inevitable para sus contemporáneos. Aún en 1444, apenas nueve años antes de la Caída de Constantinopla, había grandes esperanzas de expulsar a los turcos de Europa. Los bizantinos que cifraron sus sueños de restauración en Occidente, esperaban cosechar los beneficios de otra "Primera cruzada" que seccionara una franja del Asia Menor y permitiera a las tropas bizantinas reocupar el antiguo corazón del imperio. Sin embargo, a fines del siglo XIV, el Imperio Bizantino no tenía suficientes recursos para esa tarea, y en todo caso, tal empresa occidental hubiera requerido que Bizancio se sometiera a Roma. Si el precio de la libertad política era la libertad religiosa, ciertos emperadores como Miguel VIII estaban dispuestos a pagarlo. Pero a la larga los bizantinos no querían renunciar a sus antiguas costumbres y creencias.
La causa inmediata del problema radica en los numerosos enemigos de Bizancio, que se combinaron durante el transcurso del siglo XIV desbordando lo que quedaba de los territorios centrales del imperio. Con cada década, el Imperio Bizantino se debilitaba y perdía más tierras y había menos recursos disponibles para ocuparse de los enemigos. Por consiguiente, la base de su poder quedó arruinada. Como el imperio ya había experimentado dificultades antes —en el siglo VIII muchas de las tierras de Bizancio fueron ocupadas por los ávaros y los árabes— a fines del siglo XIV ya no poseía ningún territorio significativo, como Asia Menor, que sirviera de base para una recuperación. Por ende, muchos intentos de expulsar a los otomanos y a los búlgaros fracasaron, mientras que la falta de territorio, ingresos y mano de obra hizo que los ejércitos de Bizancio se volvieran cada vez más obsoletos y superados en número.
Sin embargo, los problemas más graves surgieron de la organización política y militar interna del imperio. El sistema político, que giraba en torno a un emperador autocrático y semidivino con un poder absoluto, se había vuelto obsoleto. Ese sistema produjo guerras civiles que debilitaron severamente al imperio desde dentro, y lo dejaron expuesto a un ataque exterior. Además, tras la desaparición del sistema temático de los siglos XI-XIII, el sistema militar del imperio se había vuelto cada vez más desorganizado y caótico. El resultado fue un fracaso continuo y una derrota en cada frontera.
El Imperio solo pudo perder y declinar durante largo tiempo antes de resultar finalmente destruido. A fines del siglo XIV, la situación era tan severa que Bizancio entregó su independencia política. A mediados del siglo XV, restaurar la libertad religiosa y política de Bizancio era, en definitiva, una causa imposible.